# Kay Khusraw Ier
Pour l’article homonyme, voir Kay Khusraw.
Abû al-Fath Ghiyâth ad-Duniyâ wa ad-Dîn Kay Khusraw ben Qilij Arslân, Gıyaseddin Keyhüsrev ou Kay Khusraw Ier est un sultan seldjoukide de Roum. Il est le second fils de Kılıç Arslan II et de son épouse grecque. Il succède à son père en 1192. Il meurt en 1211. Son règne est interrompu entre 1197 et 1205.

## Biographie

### Le partage du sultanat par Kılıç Arslan II
En 1186/87, Kılıç Arslan II, âgé et fatigué, partage son royaume entre ses dix fils et son plus jeune frère Sancar-Chah qui, se voit attribuer Ereğli.
1. Qutb ad-Dîn Malik Chah reçoit Aksaray. Il attaque son père en 1189 et prend Konya. Il meurt en 1197.
2. Ghiyath ad-Dîn Kay Khusraw, reçoit Burğlu[3].
3. Süleyman Chah reçoit Tokat.
4. Nasir ad-Dîn berk Yaruk Chah reçoit Niksar.
5. Mughith ad-Dîn Togril Chah reçoit Elbistan. Dans l'hiver 1194/95 il est attaqué par l'aîné Qutb ad-Dîn Malik Chah. Il aurait trouvé refuge auprès de Léon II d'Arménie à moins qu'il n'ait été tué.
6. Nur ad-Dîn Mahmud Sultan Chah reçoit Sivas. Attaqué par l'aîné Qutb ad-Dîn Malik Chah, il est tué en 1193/94.
7. Mu`izz ad-Dîn Qaysar Chah reçoit Malatya ; Un de ses frères l'expulse de ce territoire en 1192/93. Il se réfugie auprès de Saladin.
8. Arslan Chah reçoit Niğde.
9. Muhyi ad-Dîn Mas`ûd Chah reçoit Ankara. Il est assassiné par son frère Süleyman Chah après la prise d'Ankara en 1204.
10. Le nom du dernier fils de Kılıç Arslan II reste inconnu[2].

L'aîné, Qutb ad-Dîn Malik Chah s'installe dans la capitale Konya / Iconium en 1189.

### Le premier règne (1192-1197)
Kay Khusraw Ier succède à son père en 1192 comme sultan de Roum mais ses frères se querellent sans cesse.
L'année 1194 est marqué par l’effondrement des Grands Seldjoukides en Irak. Le Chah du Khârezm, Ala ad-Din Tekish, attaque les Seldjoukides. Les armées Seldjoukides sont battues et le dernier sultan Tuğrul III meurt sur le champ de bataille. Sa tête est envoyée au Calife abbasside An-Nasir qui l'expose en face de son palais à Bagdad.
En 1197, Süleyman Chah profite de la mort de Qutb ad-Dîn Malik Chah, l'aîné de la famille, pour s'emparer de ses territoires ainsi que de ceux de Kay Khusraw.

### L'exil (1197-1205)
Kay Khusraw se réfugie à Damas puis à Constantinople auprès d'Alexis III Ange. Il se convertit au christianisme en se faisant baptiser avec Alexis III Ange pour parrain.
En 1203, Kay Khusraw se marie avec la fille de Manuel Maurozomès (ou Mavrozome), un courtisan important à la cour de Byzance. Elle est la mère de deux fils qui seront sultans seldjoukides : Kay Kâwus Ier (1211-1220) et Kay Qubadh Ier (1220-1237).
En 1204, la quatrième croisade est détournée par les Vénitiens vers Constantinople. C'est l'occasion du sac de Constantinople. La ville et l'Empire perdent définitivement leurs ressources commerciales au profit des Vénitiens et des Génois. L'Empire se scinde en trois états : le despotat d'Épire, l'empire de Nicée et l'empire de Trébizonde. Après la prise de Constantinople en 1204 par la quatrième croisade, Théodore Ier Lascaris s'installe comme nouvel empereur byzantin de Nicée.
Süleyman Chah, son successeur, décède. Son fils de trois ans, Kılıç Arslan III, lui succède, mais est rapidement écarté.

### Second règne (1205-1211)
Kay Khusraw, avec l'aide de mercenaires appartenant aux troupes de son beau-père Manuel Maurozomes, reprend le pouvoir en 1205 en déposant le trop jeune Kılıç Arslan III. Théodore Ier Lascaris est inquiet de la puissance de son voisin turc, Kay Khusraw, il s'allie à l'empire latin de Constantinople et à Léon II roi de Petite-Arménie. Malgré cela, Kay Khusraw peut restaurer la puissance des Seldjoukides. Il parvient à joindre les rives de la Méditerranée à celles de la Mer Noire.
En mars 1207, Antalya est brillamment prise par Kay Khusraw aux Vénitiens. Cette conquête permet une expansion économique importante dans la région. Les Vénitiens signent un traité de paix qui établit les premières relations commerciales entre les Seldjoukides et Venise.
En 1208, Manuel Maurozomes et Kay Khusraw affrontent le roi Léon II de Petite-Arménie. Manuel se distingue en prenant les combats.
En 1211, en remerciement de son aide, Kay Khusraw entreprend de donner à Manuel un territoire dans la vallée du Méandre. Kay Khusraw trouve la mort, pendant la bataille d'Antioche du Méandre, contre l'empereur de Nicée Théodore Lascaris pour la prise de la ville d'Alaşehir. Son fils Kay Kâwus lui succède.

## Héritage
De nombreux monuments Seldjoukides célèbres datent de cette époque. En 1206, la sœur de Kay Khusraw a fait construire l'impressionnant complexe Çifte Medrese, à Kayseri. De nombreux caravansérails sont construits, le long des routes commerciales à Kuruçeşme,
Kizilören qui a été complètement restauré en 2008,
Dokuş-Derbent.
Kay Khusraw Ier est expulsé du sultanat par son frère Süleyman Chah en 1197. Il reprend le pouvoir en 1205 en démettant Kılıç Arslan III, le trop jeune fils de Süleyman Chah.